# Glaire cervicale
La glaire cervicale est une sécrétion de glycoprotéines située au niveau du col de l'utérus.

## Description
Elle est produite par les glandes du canal cervical en période pré-ovulatoire (fin de phase folliculaire). Elle assure plusieurs fonctions :
- condamner la cavité utérine en dehors de la période ovulatoire et ainsi la protéger contre les intrusions de germes pouvant être pathogènes ;
- protéger les spermatozoïdes contre les conditions hostiles du vagin : en effet, le pH du vagin est acide et toxique pour les spermatozoïdes tandis que le pH de la glaire est légèrement basique ;
- fournir un appoint énergétique aux spermatozoïdes.

Pendant la période d'infécondité, la glaire cervicale obstrue le col de l'utérus et présente un maillage serré de filaments protéiques, qui immobilise les spermatozoïdes. Lors de la période de fécondité, la glaire cervicale devient perméable aux spermatozoïdes grâce à une détente du maillage, mais arrête tout de même les spermatozoïdes ayant des malformations importantes. Ces modifications de la structure de la glaire sont soumises aux variations des taux plasmatiques des hormones ovariennes (œstrogènes et progestérone).
- La sécrétion hormonale d'œstrogènes permet un élargissement des mailles de la glaire, rendant le passage des spermatozoïdes possible.
- La sécrétion hormonale de progestérone permet un resserrement des mailles de la glaire, rendant impossible le passage des spermatozoïdes.

Aux alentours de la période d'ovulation, la glaire cervicale devient abondante, de viscosité relativement faible (par rapport aux autres périodes), et d'un pH alcalin pour la survie des spermatozoïdes.
L'auto-observation de la glaire cervicale est à la base de plusieurs méthodes de planification familiale naturelle, comme la méthode Billings, la méthode FertilityCare (dont le créateur, le Dr Hilgers, s'est beaucoup inspiré des découvertes des Drs Billings) ou encore la méthode symptothermique.